# Hemihyalea extincta
Hemihyalea extincta là một loài bướm đêm thuộc phân họ Arctiinae, họ Erebidae.